# Seated Woman, 1959
Seated Woman är en bronsskulptur av Henry Moore. 
Henry Moore skapade Seated Women 1958-1959. Han arbetade länge med motivet. Han gjorde en maquette i gips 1957, varefter en av hans assistenter gjorde en förstorad modell för att användas för gjutning. Moore var dock då inte nöjd, varför den då inte göts. Han fortsatte att bearbeta modellen, som stod i hans studio i många år. Skulpturen göts till slut 1975 i sex exemplar, varav ett exemplar finns på Getty Center i Los Angeles i USA, ett på Tate Gallery i London i Storbritannien och ett i Herning i Danmark. 

## Skulpturen i Herning
Det exemplar som står på torget i Herning på Jylland inköptes 1987 av mattfabrikören och politikern Mads Eg Damgaard  (1913–1999) och donerade den 1988 till staden. Den har stått på den södra delen av torget mellan Hernings rådhus och det tidigare Hotel Eyde, men flyttades 2019 i samband med en ombyggnad av torget till en plats direkt vid Hernings rådhus huvudentré.